# Syrphophilus ichneumonoides
Syrphophilus ichneumonoides är en stekelart som först beskrevs av Léon Abel Provancher 1874.  Syrphophilus ichneumonoides ingår i släktet Syrphophilus och familjen brokparasitsteklar. Inga underarter finns listade i Catalogue of Life.